# Nate
Nate (네이트?) è uno dei motori di ricerca di internet e dei portali web più famosi in Corea del Sud; fu fondata nel 2002.